# Wazzin
Wazzin er en by i distriktet Nalut i det vestlige Libyen. Byen fungerer som grænseovergang til Tunesien. Wazzin ligger 360 kilometer fra Libyens hovedstad Tripoli. 
31°56′54″N 10°40′03″Ø / 31.94833°N 10.66750°Ø